# توماس دبليو. هايز
توماس دبليو. هايز (بالإنجليزية: Thomas W. Hayes)‏ هو سياسي أمريكي، ولد في 9 أكتوبر 1940. حزبياً، نشط في الحزب الجمهوري.